# Ixalotriton niger
Espèce
Synonymes
- Pseudoeurycea nigra (Wake & Johnson, 1989)

Statut de conservation UICN

 EN  : En danger
Ixalotriton niger est une espèce d'urodèles de la famille des Plethodontidae.

## Répartition
Cette espèce est endémique du Nord du Chiapas au Mexique. Elle se rencontre vers 1 200 m d'altitude à Berriozábal.

## Étymologie
Son nom d'espèce, du latin niger, « noir », lui a été donné en référence à la couleur uniforme de cette espèce.

## Publication originale
- Wake & Johnson, 1989 : A new genus and species of plethodontid salamander from Chiapas, Mexico. Contributions in Science. Natural History Museum of Los Angeles County, no 411, p. 1-10 (texte intégral).